# Баканас (река)
Баканас (происхождение названия неизвестно) — небольшая маловодная река в Восточно-Казахстанской области Республики Казахстан. Протяжённость — 240 км, площадь бассейна — около 25 100 км.
Река и её притоки берут начало на западных склонах хребта Чингизтау при слиянии реки Альпеис и реки Толен на высоте 808 м нум, затем текут в южном направлении теряясь в песках Балхаш-Алакольской впадины недалеко от границы с Алматинской областью.
Ледостав наблюдается с декабря по март. К началу июня река сильно мелеет, в нижней трети полностью пересыхает. Питание в основном снеговое. Притоки: Дагандели, Альпеис, Толен, Кызылозен, Жанибек, Балкыбек, Коксала. Среднегодовой расход воды (у села Шубартау) 3,27 м³/с. Используется для орошения и прочих хозяйственных нужд.